# Маклиш, Рик
Ричард Джордж (Рик) Маклиш (англ. Richard George 'Rick' MacLeish; 3 января 1950, Линдси, Онтарио — 30 мая 2016, Филадельфия, США) — канадский хоккеист, левый нападающий. Двукратный обладатель Кубка Стэнли с клубом «Филадельфия Флайерз», трёхкратный участник матчей всех звёзд НХЛ.

## Биография
Рик Маклиш родился в начале 1950 года в Линдси (Онтарио) и в детстве играл в хоккей на льду замёрзшей реки рядом с домом. Он сумел впервые заявить о себе, когда начал выступления в молодёжной Хоккейной лиге Онтарио, где в клубе «Питерсборо Питс» под руководством тренера Роджера Нейлсона за два года забросил 95 шайб. В сезоне 1969/70 он набрал 101 очко по системе «гол+пас» и был выбран в первую сборную всех звёзд ОХЛ, после чего был выбран на драфте 1970 года клубом НХЛ «Бостон Брюинз» под общим четвёртым номером.
За «Брюинз» Маклишу, однако, сыграть так и не пришлось. Начав сезон 1970/1971 в клубе Центральной хоккейной лиги «Оклахома-Сити Блейзерс», его владение шайбой настолько приглянулось руководству команды «Филадельфия Флайерз», что его выменяли у «Бостона» на опытного центрального нападающего Майка Уолтона. В состав «Флайерз» Маклиш тоже вписался не сразу, забросив за 26 игр своего первого сезона в новом клубе только две шайбы, а в следующем сезоне — одну шайбу в 17 матчах, большую часть года проведя в фарм-клубе «Ричмонд Робинс».
Сезон 1972/73 стал для Маклиша переломным. Он с самого начала сезона играл во «Флайерз» и к его окончанию забросил в ворота соперников 50 шайб — впервые в истории не только «Филадельфии», но и всех команд, вошедших в НХЛ с момента начала расширения лиги (всего же до него этот результат в общей сложности показывали в НХЛ только семь игроков). К 50 голам, многие из которых были забиты при игре в большинстве, он добавил 50 результативных передач, набрав таким образом 100 очков по системе «гол+пас» в свой первый полный сезон в НХЛ. В следующие два сезона Маклиш стал активнее подключаться к игре в обороне, в частности при игре в меньшинстве, что привело к некоторому снижению его показателей как бомбардира, но его команда в эти два года показывала свою лучшую игру, в сезоне 1973/74 завоевав свой первый Кубок Стэнли. В играх плей-офф Маклиш возглавил список бомбардиров с 22 очками (включая 13 голов), а его шайба в шестом матче финала с «Брюинз» стала единственной и принесла команде общую победу в серии. Год спустя Маклиш с 20 очками по системе «гол+пас» снова стал лучшим бомбардиром плей-офф, а «Флайерз» стали обладателями Кубка Стэнли во второй раз подряд. Однако в сезоне 1975/76 Маклишу (впервые в карьере выбранному для участия в матче всех звёзд НХЛ) пришлось полностью пропустить плей-офф из-за разрыва связок колена, и «Филадельфия», хотя и дошла до финала в третий раз подряд, проиграла там «Монреаль Канадиенс».
В сезоне 1976/77 Маклиш сумел вплотную приблизиться к своим рекордным оказателям четырёхлетней давности, за регулярный сезон забросив 49 голов и набрав 97 очков по системе «гол+пас». Он во второй раз подряд был отобран для участия в матче всех звёзд НХЛ. В 1977/78 он получил тяжёлую травму, играя в обороне — конёк игрока «Лос-Анджелес Кингз» Марселя Дионна вспорол ему шею, на которую пришлось наложить 180 швов. Это, однако, не помешало ему в 1980 году — в сезоне, когда был установлен рекорд «Флайерз» по продолжительности серии матчей без поражений (35 игр) — в третий раз принять участие в матче всех звёзд. Следующий год стал для Маклиша последним в составе «Флайерз», и в июле 1981 года нападающий, набравший 74 очка (в том числе 38 голов) за сезон, что стало вторым показателем в команде, был обменян в «Хартфорд Уэйлерз». Вместе с ним в «Хартфорд» перешли правый нападающий Дон Гиллен и защитник Блейк Уэсли. К этому времени на счету Маклиша были 320 голов и 355 результативных передач в НХЛ.
Маклиш успел сыграть за «Хартфорд» только 34 игры, набрав 22 очка (6 голов), что стало разочарованием для главного тренера. В декабре команда, не получившая от него желаемых результатов в атаке и нуждавшаяся в усилении оборонительных порядков, обменяла его в «Питтсбург Пингвинз», получив взамен опытного защитника Расса Андерсона и право выбора в будущем драфте. В «Пингвинз» Маклиш провёл остаток сезона 1981/82 и часть следующего, разделив его между «Питтсбургом» и швейцарской Национальной лигой. Перед началом следующего сезона он был подписан «Флайерз» как свободный агент, но уже в январе 1984 года обменян в «Детройт Ред Уингз» на право выбора в драфте. За остаток сезона в «Детройте» Маклиш забросил 10 шайб и сделал 12 результативных передач, по его окончании завершив игровую карьеру. Проведя большую часть своей карьеры в НХЛ в составе «Филадельфии», он до самой смерти оставался одним из лидеров клуба по числу набранных очков (694, 4-й результат в истории «Флайерз»), голов (328, 6-й результат) и передач (369, делёжка 5-го места к моменту смерти), а также занимал второе место по количеству хет-триков в регулярном сезоне (12). Он забросил за «Филадельфию» десять победных шайб в плей-офф (рекорд клуба) и 51 в общей сложности (второй результат за историю клуба). В 1990 году его имя было включено в списки Зала славы «Филадельфия Флайерз».
После окончания хоккейной карьеры Маклиш занимался бизнесом в таких сферах, как страхование и финансовые услуги, а также содержал беговых лошадей. 13 мая 2016 года было сообщено, что он госпитализирован с неназванными проблемами со здоровьем. 30 мая 2016 года Рик Маклиш умер в возрасте 66 лет, оставив после себя жену Шарлин, двух дочерей и внуков.

## Статистика выступлений
| 1966-67     | Лондон Нашналз         | ОХЛ         | 2   | 0   | 0   | 0   | 0   | —   | —  | —  | —   | —  |
| 1966-67     | Питерборо Питс         | ОХЛ         | 8   | 0   | 0   | 0   | 0   | —   | —  | —  | —   | —  |
| 1967-68     | Питерборо Питс         | ОХЛ         | 54  | 24  | 25  | 49  | 16  | 5   | 2  | 1  | 3   | 0  |
| 1968-69     | Питерборо Питс         | ОХЛ         | 54  | 50  | 42  | 92  | 29  | 10  | 7  | 14 | 21  | 8  |
| 1969-70     | Питерборо Питс         | ОХЛ         | 54  | 45  | 56  | 101 | 135 | 6   | 4  | 4  | 8   | 10 |
| 1970-71     | Оклахома-Сити Блейзерс | ЦХЛ         | 46  | 13  | 15  | 28  | 93  | —   | —  | —  | —   | —  |
| 1970-71     | Филадельфия Флайерз    | НХЛ         | 26  | 2   | 4   | 6   | 19  | 4   | 1  | 0  | 1   | 0  |
| 1971-72     | Ричмонд Робинс         | АХЛ         | 42  | 24  | 11  | 35  | 33  | —   | —  | —  | —   | —  |
| 1971-72     | Филадельфия Флайерз    | НХЛ         | 17  | 1   | 2   | 3   | 9   | —   | —  | —  | —   | —  |
| 1972-73     | Филадельфия Флайерз    | НХЛ         | 78  | 50  | 50  | 100 | 69  | 10  | 3  | 4  | 7   | 2  |
| 1973-74     | Филадельфия Флайерз    | НХЛ         | 78  | 32  | 45  | 77  | 42  | 17  | 13 | 9  | 22  | 20 |
| 1974-75     | Филадельфия Флайерз    | НХЛ         | 80  | 38  | 41  | 79  | 50  | 17  | 11 | 9  | 20  | 8  |
| 1975-76     | Филадельфия Флайерз    | НХЛ         | 51  | 22  | 23  | 45  | 16  | —   | —  | —  | —   | —  |
| 1976-77     | Филадельфия Флайерз    | НХЛ         | 79  | 49  | 48  | 97  | 42  | 10  | 4  | 9  | 13  | 2  |
| 1977-78     | Филадельфия Флайерз    | НХЛ         | 76  | 31  | 39  | 70  | 33  | 12  | 7  | 9  | 16  | 4  |
| 1978-79     | Филадельфия Флайерз    | НХЛ         | 71  | 26  | 32  | 58  | 47  | 7   | 0  | 1  | 1   | 0  |
| 1979-80     | Филадельфия Флайерз    | НХЛ         | 78  | 31  | 35  | 66  | 28  | 19  | 9  | 6  | 15  | 2  |
| 1980-81     | Филадельфия Флайерз    | НХЛ         | 78  | 38  | 36  | 74  | 25  | 12  | 5  | 5  | 10  | 0  |
| 1981-82     | Хартфорд Уэйлерс       | НХЛ         | 34  | 6   | 16  | 22  | 16  | —   | —  | —  | —   | —  |
| 1981-82     | Питтсбург Пингвинз     | НХЛ         | 40  | 13  | 12  | 25  | 28  | 5   | 1  | 1  | 2   | 0  |
| 1982-83     | Питтсбург Пингвинз     | НХЛ         | 6   | 0   | 5   | 5   | 2   | —   | —  | —  | —   | —  |
| 1982-83     | Клотен                 | НЛА         | 1   | 0   | 0   | 0   | 0   | —   | —  | —  | —   | —  |
| 1983-84     | Филадельфия Флайерз    | НХЛ         | 29  | 8   | 14  | 22  | 4   | —   | —  | —  | —   | —  |
| 1983-84     | Детройт Ред Уингз      | НХЛ         | 25  | 2   | 8   | 10  | 4   | 1   | 0  | 0  | 0   | 0  |
| Итого в НХЛ | Итого в НХЛ            | Итого в НХЛ | 846 | 349 | 410 | 759 | 434 | 114 | 54 | 53 | 107 | 38 |